# Деб Фішер
Дебра Стробел «Деб» Фішер (англ. Debra Strobel «Deb» Fischer; нар. 1 березня 1951, Лінкольн, Небраска) — американський політик з Республіканської партії. З 2013 року сенатор від штату Небраска. У 2005–2013 роках була членом Законодавчих зборів Небраски. У 1988 році здобула ступінь бакалавра освіти в Університеті Небраски-Лінкольн.